# Phrynopus peruanus
Phrynopus peruanus är en groddjursart som beskrevs av Peters 1873. Phrynopus peruanus ingår i släktet Phrynopus och familjen Strabomantidae. IUCN kategoriserar arten globalt som otillräckligt studerad. Inga underarter finns listade i Catalogue of Life.